# Loco contigo
Loco contigo è un singolo del DJ francese DJ Snake, del cantante colombiano J Balvin e del rapper statunitense Tyga, pubblicato il 14 giugno 2019 come sesto estratto dal secondo album in studio di DJ Snake Carte blanche.
Il 26 Dicembre dello stesso anno venne pubblicato un remix con Ozuna (che sostituisce Tyga), nicky jam, darrel, sech e Natti Natasha che venne inserito nella deluxe di Carte Blanche.

## Video musicale
Il video musicale, diretto da Colin Tilley, è stato pubblicato il 13 giugno 2019 sul canale Vevo-YouTube del DJ.

## Successo commerciale
In Italia è stato il 51º singolo più trasmesso dalle radio nel 2019.

## Classifiche

### Classifiche settimanali
| Classifica (2019-20)  | Posizione massima |
| --------------------- | ----------------- |
| Argentina             | 77                |
| Austria               | 13                |
| Belgio (Fiandre)      | 9                 |
| Belgio (Vallonia)     | 3                 |
| Canada                | 54                |
| Colombia              | 20                |
| Danimarca             | 40                |
| Francia               | 1                 |
| Germania              | 3                 |
| Grecia                | 2                 |
| Irlanda               | 58                |
| Italia                | 8                 |
| Lettonia              | 42                |
| Libano                | 19                |
| Lituania              | 21                |
| Lussemburgo           | 5                 |
| Paesi Bassi           | 3                 |
| Polonia               | 16                |
| Portogallo            | 3                 |
| Regno Unito           | 87                |
| Repubblica Ceca       | 23                |
| Repubblica Dominicana | 24                |
| Romania               | 6                 |
| Slovacchia            | 6                 |
| Spagna                | 8                 |
| Stati Uniti           | 95                |
| Svezia                | 40                |
| Svizzera              | 2                 |
| Ungheria              | 6                 |

### Classifiche di fine anno
| Classifica (2019) | Posizione |
| ----------------- | --------- |
| Austria           | 42        |
| Belgio (Fiandre)  | 40        |
| Belgio (Vallonia) | 25        |
| Francia           | 15        |
| Germania          | 30        |
| Italia            | 41        |
| Paesi Bassi       | 21        |
| Polonia           | 99        |
| Portogallo        | 29        |
| Spagna            | 45        |
| Svizzera          | 16        |
| Ungheria          | 26        |
| Classifica (2020) | Posizione |
| Francia           | 102       |
| Portogallo        | 146       |
| Romania           | 82        |